# Lamy (stylo)
Pour les articles homonymes, voir Lamy.

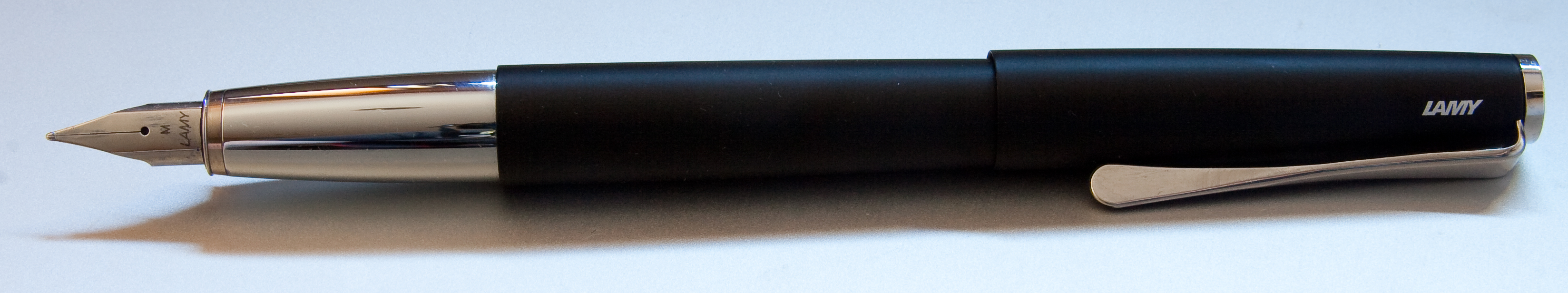
Lamy Studio Fountain

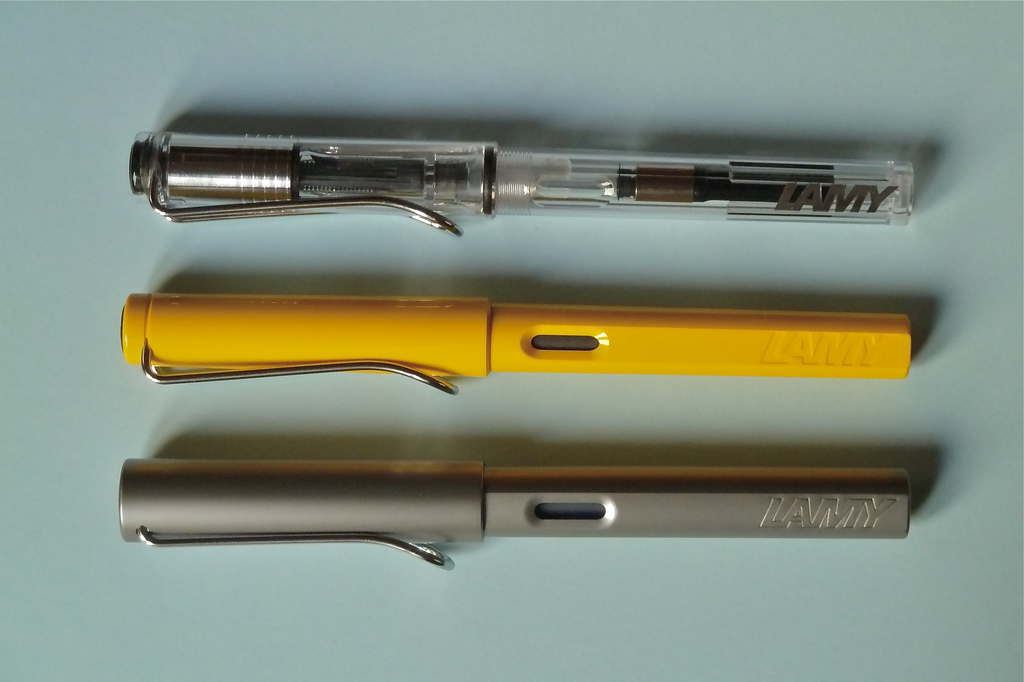
Lamy Vista, Lamy Safari et Lamy AL-star, en plastique ABS et en aluminium

Lamy est une entreprise familiale créée en 1930 par C. Josef Lamy à Heidelberg Land de Bade-Wurtemberg dans le district de Karlsruhe en Allemagne. La marque Lamy est déposée en 1952. Lamy propose principalement des stylos à plume mais aussi des sylos à bille et des accessoires tels que des carnets, des accessoires de peinture, des effaceurs d'encre et d'autres produits.

## Historique
Après la première guerre mondiale, C. Josef Lamy achète Artus Fullfederhalter -Gesellschaft Kaufmann & Co. Il travaille parallèlement pour Parker, fabricant d'instruments d'écriture, comme directeur export.
Il crée en 1930 sa société Orthos Füllfederhalter-Fabrik C.J. Lamy avec pour personnel un unique employé et produit deux modèles de stylo-plumes dans le style du Parker Duofold : un pour homme avec agrafe et un pour femme avec un anneau pour l'accrocher par un ruban.
En 1939, l'entreprise produit 200 000 stylos-plumes annuellement : elle rentre alors dans l'effort de guerre, et produit de l'armement.
En 1948 Orthos Füllfederhalter-Fabrik to C. Josef Lamy GmbH devient le nouveau nom de l'entreprise et le premier nouveau modèle créé est le Lamy 27 avec une plume incrustée et est commercialisé à partir de 1952 ; son importante campagne publicitaire assure son succès commercial. 
En 1962, Manfred Lamy, le fils de C. Josef Lamy, diplômé d'économie, intègre la société comme directeur commercial avant d'en prendre la direction en 1973.
Le stylo Lamy a traditionnellement un design sobre, et est fabriqué complètement par la firme, y compris la plume. Mais l'entreprise a élargi sa gamme et fabrique notamment depuis 1980 des stylos en plastique ABS, et en couleur, destiné au départ aux adolescents.
Le groupe Uni-ball annonce acquérir le groupe C. Josef Lamy GmbH le 28 février 2024 pour "accompagner la société et la marque vers le futur".

### Sources
- Hervé Prudon, « Le stylo, c'est l'homme », Le Nouvel Observateur,‎ 27 mars 1982 (lire en ligne).
- Soizic Briand, « Bon bec, belle plume, la passion du stylo », Challenges,‎ 8 juin 2012 (lire en ligne).
- « LAMY, histoire », sur espaceecriture.canalblog.com, 1er mai 2013.